# Oude Ruigezandsterpolder
De Oude Ruigezandsterpolder of kortweg Ruigezand is een polder in de gemeente Westerkwartier van de Nederlandse provincie Groningen.
De polder ligt ten noorden van de Waardsterpolder, ten westen van de Kommerzijlsterriet, ten zuiden van het Reitdiepdijk (Zuider Reitdiepspolder) en ten westen van de Lauwers. In de polder ligt de buurtschap Ruigezand. Aan oostzijde van de polder ligt het gehucht Electra (vroeger onderdeel van Lammerburen), waar het grote gemaal De Waterwolf staat.

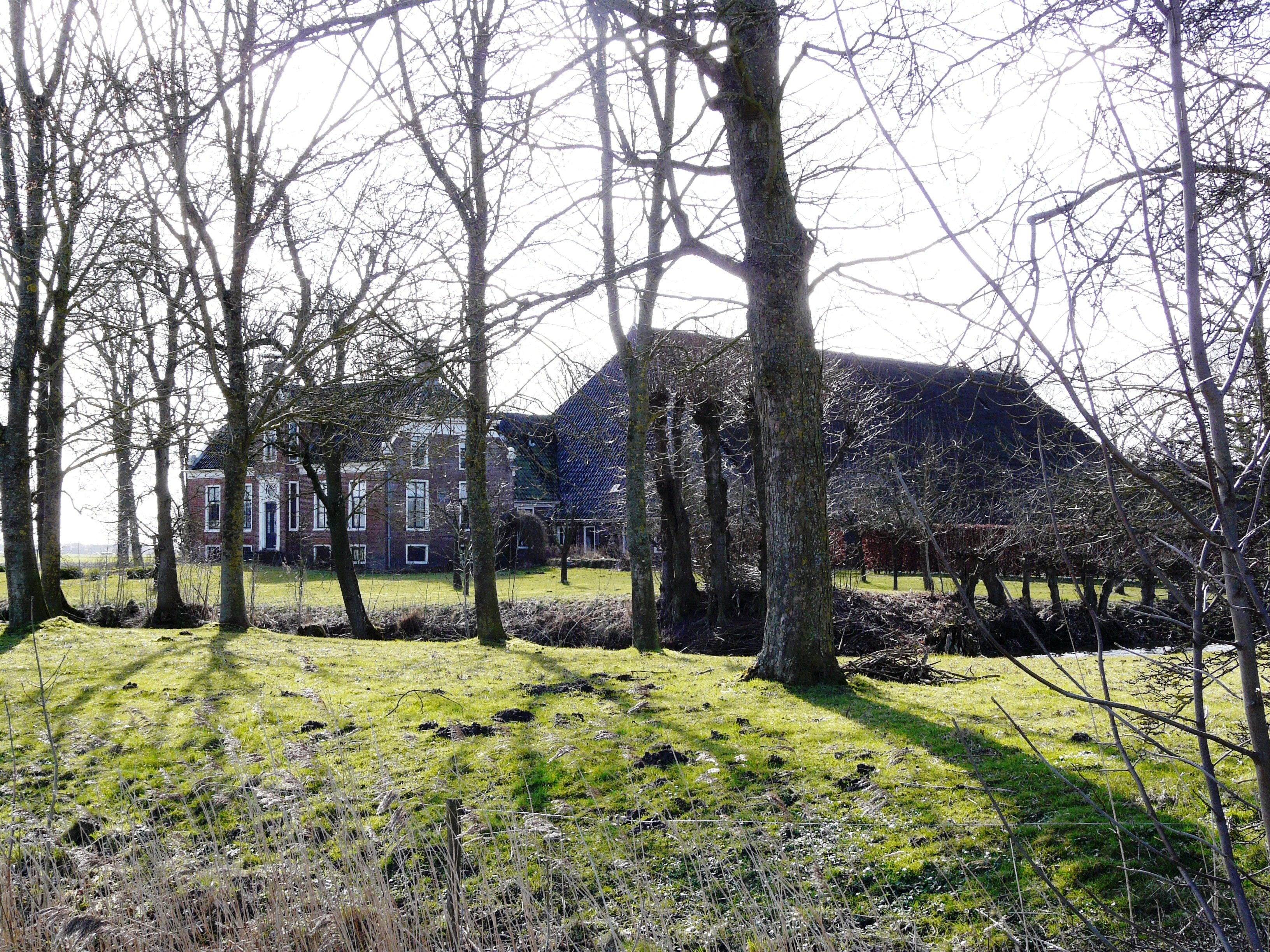
Westelijke plaats, waar Douwe Teenstra woonde

Het gebied vormde vroeger een eiland in de Lauwerszee. In 1655 (volgens muurankers) werd een plaats (wierde) aangelegd op de kwelder die werd voorzien van een zomerkade (kadijk). Ook werd er nog een andere plaats in een onbekend jaar aangelegd. Jonkheer Onno Joost Alberda van de borg Ekenstein (en Scheltkema-Nijenstein) erfde de helft van de polder en kocht in 1753 de andere helft van de stad Groningen die eerder, in 1713, een plaats had gekocht, vanwaaruit zij mogelijk hoopte meer invloed uit te oefenen op de bedijking van het Reitdiep, de latere boerderij De Pol. In 1757 liet ene Krijthe de polder voor een klein deel (44 hectare) bedijken nabij Lauwerzijl (waaronder De Pol).
In 1792 kochten de jonge gebroeders Douwe en Ædsge Teenstra de polder, twee van de plaatsen en de kwelders en bedijkten het resterende deel tussen 1794 en 1797. Zij bouwden de twee kapitale boerderijen op twee van de oude plaatsen (waaronder die van 1655), hetgeen nu de buurtschap Ruigezand vormt. Beide boeren waren zeer vooruitstrevend voor hun tijd, met name Douwe Teenstra die een aantal landbouwinovaties deed en deelnam aan de inpoldering van de Noordpolder. Beide broers werden begraven in de kerk van Oldehove. De Teenstraweg, waaraan de meeste huizen en boerderijen in de polder liggen, is naar hen vernoemd.
De naar de polder vernoemde Nieuwe Ruigezandsterpolder ontstond in 1877 ten westen van de Lauwers door de aanleg van de dijk van Zoutkamp naar de Nittershoek.
Waterstaatkundig gezien ligt het gebied sinds 2000 binnen dat van het waterschap wetterskip Fryslân.